# Поплаве на острву Кјушу 2020.
Рекордне обилне кишне падавине погодиле су јапанске префектуре Кумамото и Кагошиму на острву Кјушу дана 4. јула 2020. године усред кишне сезоне у источној Азији. Закључно с 9. јулом, 52 особе су настрадале због падавина и одрона, док се њих 13 воде као нестале. Необавезна директива за евакуацију издата је за око 1.550.000 људи.